# 普润镇
普润镇，原为普润乡，是中华人民共和国四川省内江市隆昌市下辖的一个乡镇级行政单位。2019年12月，撤销迎祥镇和周兴镇。将原迎祥镇黄桷村、石塘村、广付村、金山村和原周兴镇周兴场社区、阚家咀村、五马朝村、茶子山村、凤凰庙村、佛洞寺村、兰家田村、黄花寺村、秦家庙村、斑竹林村所属行政区域划归普润镇管辖。

## 行政区划
普润镇下辖以下地区：
普润场社区、清滩村、松林村、解元村、蔡家店村、陈东村、汪家村、普陀村、瓦窖村、张佛村、高山村、青冈村、印坝村、黄荆村、黄龙村、明水村和大坟村。